# CP-Baureihe 9400
Die CP-Baureihe 9400 sind ursprünglich in Jugoslawien gebaute dreiteilige Dieseltriebwagen für eine Spurweite von 760 mm, die nach der Schließung ihrer Einsatzstrecken nach Portugal verkauft, dort auf Meterspur umgebaut und später modernisiert wurden. Sie trugen in Jugoslawien die Reihenbezeichnung 802 und in Portugal vor der Modernisierung in den Jahren 1992 und 1993 die 9700. Nach ihrer Ausmusterung durch die CP 2002 im Jahr wurden einige nach Mosambik und Peru weiterverkauft.

## Geschichte

### Umbau
Die Wagen der ursprünglichen Baureihe 802 der jugoslawischen Eisenbahnen waren 1980 nach Portugal verkauft worden. Der portugiesischen Staatsbahn Caminhos de Ferro Portugueses (CP) entsprach das Fahrmaterial jedoch nicht den Erwartungen. Aus diesem Grunde beauftragte sie ihr Tochterunternehmen EMEF 1992/1993 mit einem umfassenden Umbauprogramm. Sechs der ursprünglich zehn Vierwageneinheiten wurden zu dreiteiligen umgebaut. Die Wagen erhielten sowohl im Innenraum wie von technischer Seite eine komplette Rundumerneuerung, nur der eigentliche Wagenkasten blieb erhalten. Nach ihrem Umbau kamen die Wagen ausschließlich auf der Linha do Vouga beziehungsweise Ramal de Aveiro zum Einsatz.

### Verkauf nach Übersee

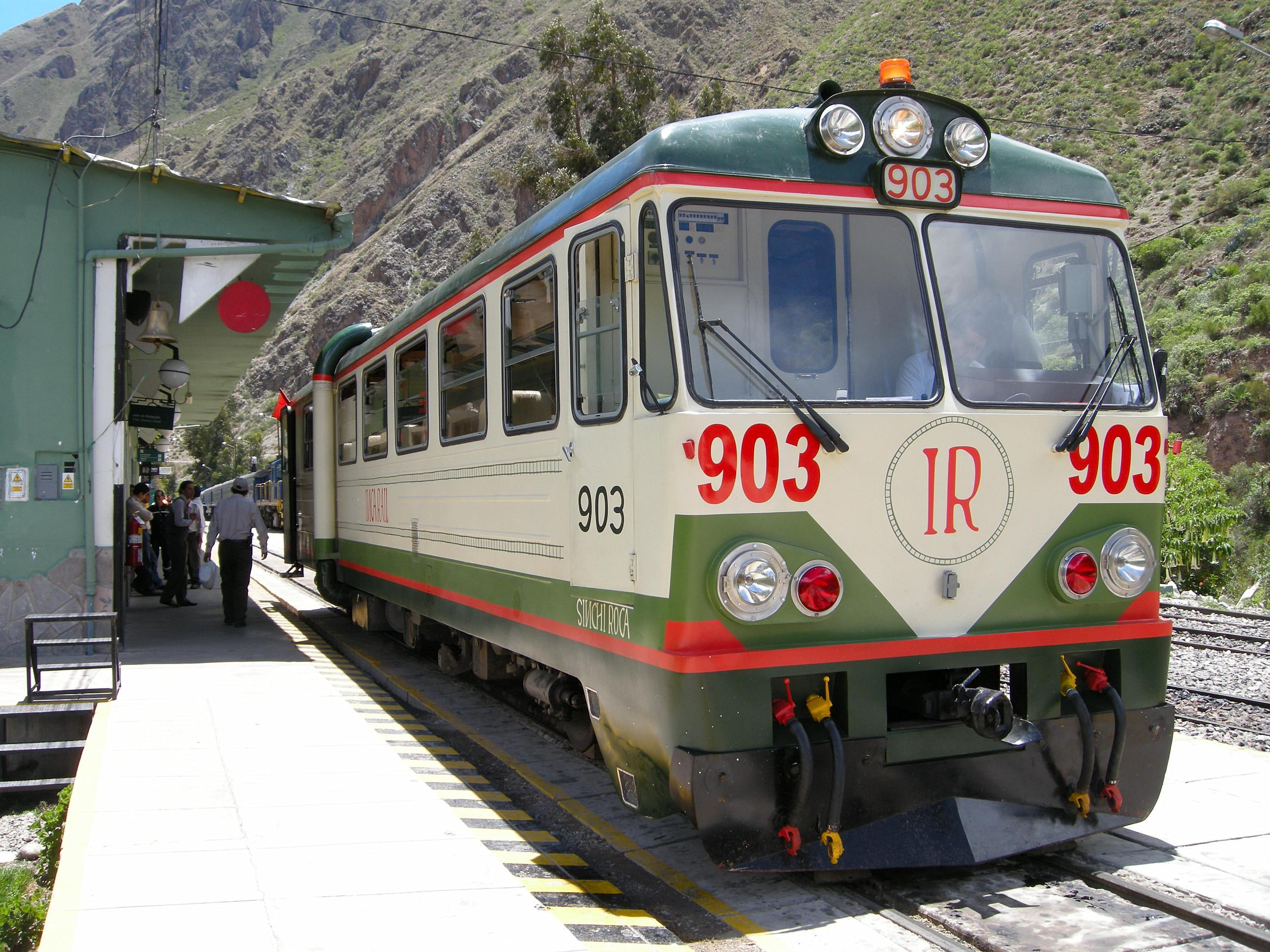
Modernisierter Triebwagen in Peru

2002 schloss die CP den Großteil ihres Schmalspurbahnnetzes beziehungsweise gab Strecken an die neu errichtete Metro do Porto ab. Im Rahmen dessen ordnete die CP ihren kompletten Schmalspurwagenpark neu und setzte die moderneren Triebwagen der Reihe 9630 im Vouga-Netz ein. Für die Wagen der Baureihe 9400 gab es zunächst keine weitere Verwendung.
Nachdem sie mehrere Jahre im Bahnhof von Sernada do Vouga abgestellt waren, gelang es der CP, die Wagen an ausländische Bahngesellschaften zu verkaufen. 2007 gingen drei Wagen an die peruanische Eisenbahngesellschaft IncaRail. Diese spurte die Wagen auf 914 mm um und modernisierte sie für einen Luxusbetrieb auf der Strecke zum Weltkulturerbe Machu Picchu. Dort werden sie bis heute eingesetzt.
Drei Einheiten verkaufte die CP 2009 an ihr mosambikanisches Pendant Caminhos de Ferro de Moçambique, zuvor wurden diese seitens EMEF in den Werken in Guifões aufgefrischt. In Mosambik werden sie im Südnetz auf der Strecke nach Marracuene, Matola, Ressano Garcia (Linha de Ressano Garcia) und Chokwé (Linha do Limpopo) eingesetzt.